# دیجیتال زاد
دیجیتال زاد (به انگلیسی: Born digital) اصطلاحی جدید است که برای توصیف نسلی که پس از رواج سیستم‌های دیجیتال مانند رایانه‌ها، تلفن‌های همراه و اینترنت تولدیافته و با آن‌ها بزرگ شده‌اند، به‌کار می‌رود.

## کل‌نگری و جهانی‌اندیشی
از جملهٔ مهمترین آثار تولد و رشد در محیط دیجیتال جهان نو، ظهور شیوه‌های نوین تفکر، نگرش‌های کل‌نگر، و دیدگاه‌های هم‌بستگی‌خواه در بین نسل جدید جوانان در مقیاس همهٔ جهان است.

## پانوشته‌ها
1. ↑  «سیستم مدیریت اطلاعات پایان نامه‌ها و رساله‌های الکترونیکی :: سازمان کتابخانه ها، موزه‌ها و مرکز اسناد آستان قدس رضوی ::». بایگانی‌شده از اصلی در ۱۴ دسامبر ۲۰۱۱. دریافت‌شده در ۲۷ آوریل ۲۰۰۹.
2. ↑  Digital environment